# Palazzo in via Raimondo De Sangro di Sansevero n.27
Il Palazzo in via Raimondo De Sangro di Sansevero 27 è un edificio di valore storico e architettonico di Napoli, situato nell'omonima strada del quartiere di San Giuseppe.

## Storia
Venne certamente eretto nel XVI secolo, come il dirimpettaio Palazzo de Franchis. Il professore Italo Ferraro lo segnala come Palazzo del duca di Castelluccio, titolo nobiliare di uno dei proprietari del passato.

## Descrizione
Questo palazzo, dotato di quattro piani, si pone isolatamente all'interno di un settore urbano a scacchiera. Ha una forma rettangolare e si entra in esso attraverso un alto portale in piperno a tutto sesto e a bugne alternate di fattura seicentesca sulla via Raimondo De Sangro di Sansevero. Oltrepassato l'androne dalla volta piatta, si ha il cortile principale di forma rettangolare, sulla cui parete di fondo vi è una fontanella composta da una vasca circolare in piperno sopra la quale vi è una testa leonina inserita in una nicchia dall'arco a tutto sesto, e un cortile più piccolo separato dal principale e collocato a sinistra di quest'ultimo. Entrambi presentano due scale che permettono di accedere agli appartamenti privati di ogni piano. Quella del cortile principale è a tre rampe voltate e presenta delle nicchie occupate da statue, mentre quella del cortile minore è di fattura più semplice e a sole due rampe voltate.

## Galleria d'immagini

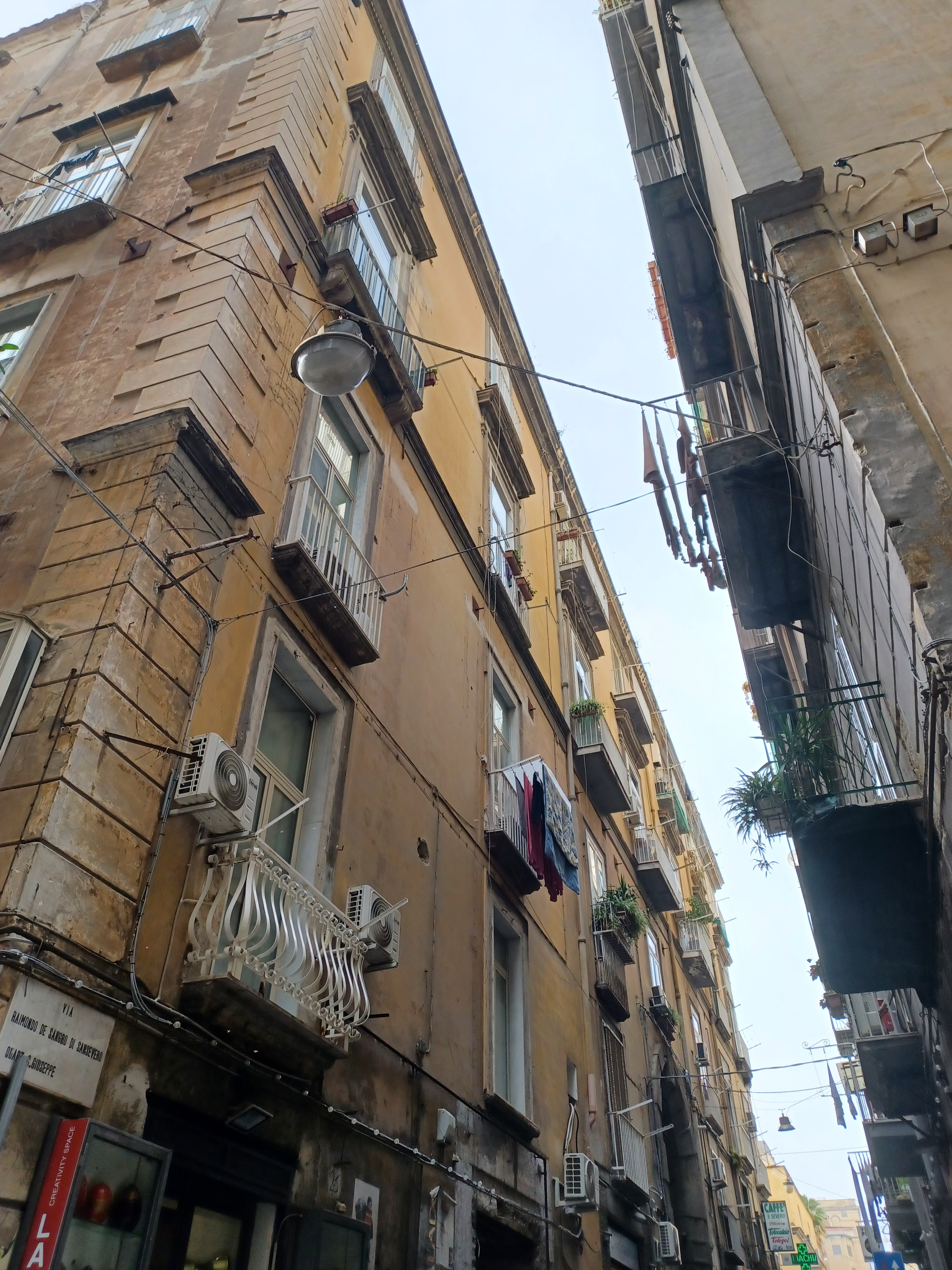
La facciata